# Asclepiodoto de Alejandría
Asclepiodoto de Alejandría (en griego: Ἀσκληπιόδοτος) fue un filósofo neoplatónico que vivió en la segunda mitad del siglo V. Estudió con Proclo en Atenas, pero finalmente se mudó a Afrodisias, donde tenía una escuela de filosofía junto con otro hombre también llamado Asclepiodoto, con cuya hija, Damiane, se casó. Asclepiodoto también enseñó a Damascio, quien le describe, en términos despectivos, en parte debido a su desprecio por la tradición oracular:
La mente de Asclepiodoto no era perfecta, como pensaba la mayoría de la gente. Era extremadamente agudo para plantear preguntas, pero no tan agudo en su comprensión. La suya era una inteligencia desigual, especialmente cuando se trataba de asuntos divinos: el concepto invisible e inteligible del pensamiento elevado de Platón. Aún era más deficiente en el campo de la sabiduría superior: la tradición órfica y caldea que trasciende el sentido común.
Él y su esposa visitaron el santuario de Isis en Menouthis en Egipto, para curar su carencia de hijos. Consiguieron al fin un bebé, pero los cristianos locales afirmaron que se lo había comprado a una sacerdotisa y utilizaron el asunto como pretexto para destruir el santuario. 
También escribió un comentario sobre el Timeo de Platón, que no sobrevive.